# 甘粕二郎
甘粕 二郎（あまかす じろう、1895年10月24日 - 1987年9月13日）は、日本の経営者、銀行家。山形県出身。甘粕正彦の弟。

## 経歴
1919年に東京帝国大学法学部英法科を卒業。三菱商事、三菱銀行での勤務を経て、1927年に三菱信託銀行に転じ、取締役、常務、副社長を歴任し、1959年6月に社長に就任。1965年5月には会長に就任。
1962年に藍綬褒章を受章し、1975年11月に勲二等瑞宝章を受章。
1987年9月13日老衰のために死去。91歳没。墓所は多磨霊園。